# Michael Moll

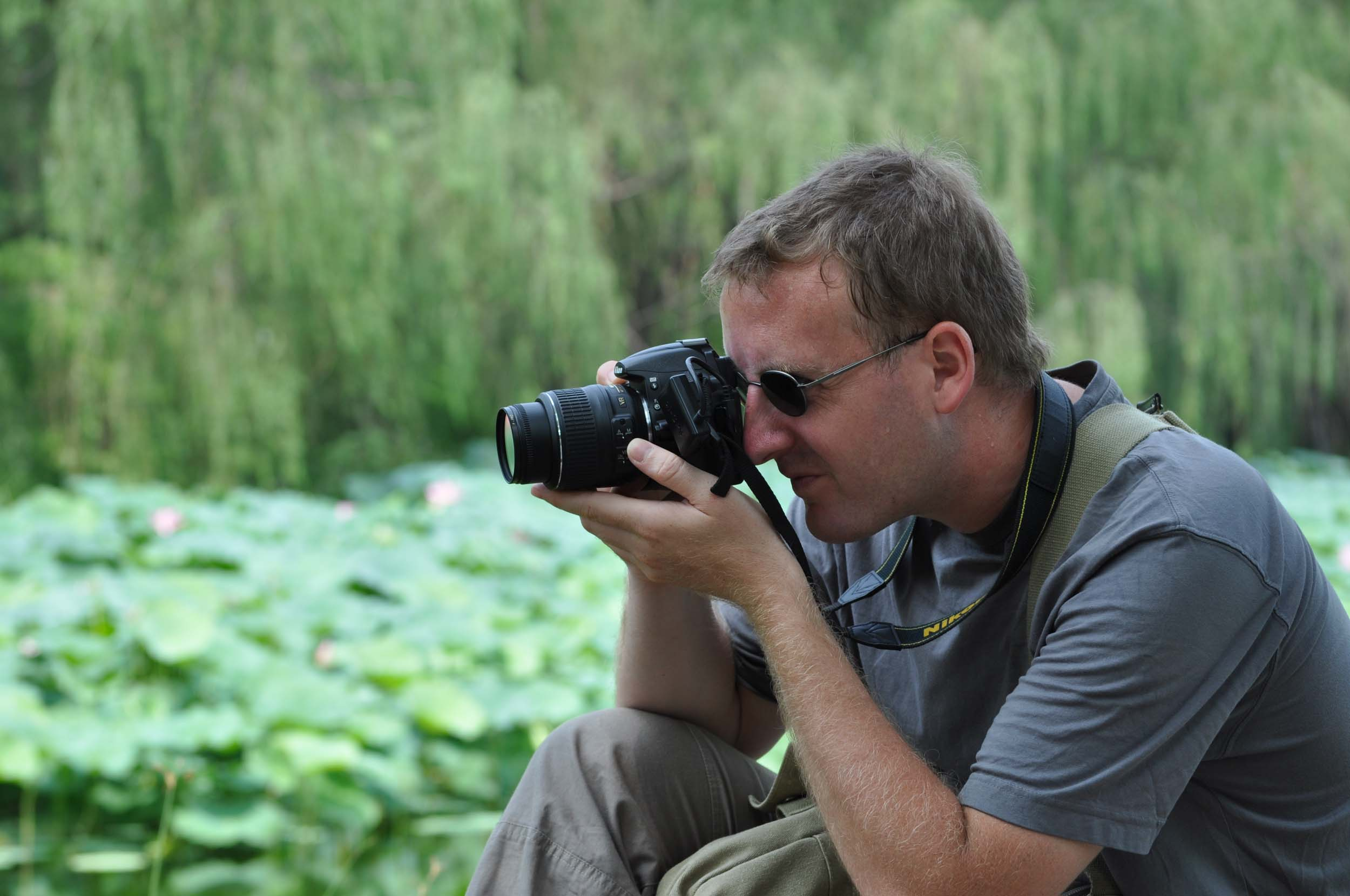
Michael Moll

Michael Moll (* 1974 in Essen) ist ein deutscher Reisebuchautor und Unternehmer.

## Leben
Schon während seiner Tätigkeit im Öffentlichen Dienst entdeckte er die Lust am Reisen und legte 2001 ein Sabbatjahr ein, in dem er mit einem Fahrrad durch Europa reiste. Im Jahr darauf radelte er in einem weiteren Sabbatjahr für einen guten Zweck zu Gunsten der Deutschen Gesellschaft zur Rettung Schiffbrüchiger durch Deutschland und sammelte hierfür Autogramme von prominenten Persönlichkeiten wie z. B. Harald Schmidt, Michael Mittermeier und Heino, die im Anschluss an die Fahrt zu Gunsten der DGzRS versteigert wurden.
2005 begann er damit, als selbstständiger Reisebuchautor Reiseführer zu schreiben. Im Jahr 2009 wurde er Mitglied bei Mensa in Deutschland.
2012 ließ er sich vom Sauerländischen Gebirgsverein zum zertifizierten Wanderführer ausbilden. Darüber hinaus konnte er bereits mehrfach Bilder von seinen Reisen öffentlich ausstellen, so zum Beispiel im Rathausfoyer in Poppenhausen (Wasserkuppe).
Außerdem hält er öffentliche Reisevorträge.
Im Jahr 2016 investierte er in den Bau eines Wohnmobilstellplatzes in Nordkirchen und betreibt ihn auch selber. Die Veröffentlichung seines 100. Reiseführers fand im Jahr 2023 statt. Zum gleichen Zeitpunkt begann er damit, für den National Geographic Verlag tätig zu werden.

## Trivia
- Zur Finanzierung seiner Selbstständigkeit gab Moll für drei Jahre seinen festen Wohnsitz auf und hatte seinen Lebensmittelpunkt in einem Wohnmobil.
- Außerdem leidet er unter starker Flugangst und ist seit 1994 nicht mehr mit einem Flugzeug gereist, was seiner beruflichen Tätigkeit als Reisebuchautor eigentlich widerspricht. Doch innerhalb Europas nutzt er ein Wohnmobil, nach Asien reiste er mit der Transsibirischen Eisenbahn und nach Südamerika fuhr er auf einem Frachtschiff mit. Die Flugangst sorgte dafür, dass er 49 der US-Bundesstaaten intensiv auf dem Landweg bereiste, was ihm durch die ausgiebige Recherche vor Ort wiederum dazu verhalf, Reiseführer mit USA-Bezug veröffentlichen zu können.[10]
- Seit dem Jahr 2004 hat er auf jeder seiner Reisen, auch auf Fahrradreisen und Wandertouren, einen 60 cm hohen und 1,7 Kilogramm schweren Stoffpinguin dabei, den er vor Sehenswürdigkeiten fotografiert. Diesem widmet er einen eigenen umfangreichen Bereich auf seiner Homepage.[11]
- Am 4. Juni 2016 stellte er einen Weltrekord für das Guinnessbuch der Rekorde auf. Er besuchte innerhalb von 24 Stunden sechs Länder mit dem Fahrrad. Dabei fuhr er von Italien durch die Schweiz, Liechtenstein, Österreich und Deutschland nach Frankreich und legte über 330 Kilometer zurück.[12][13][14]

## Werke (Auswahl)
- In 225 Reisen mit Wohnmobil & Campervan durch Deutschland, National Geographic Verlag, 2025, ISBN 9783987010774
- In 225 Reisen mit Wohnmobil und Campervan durch Europa, National Geographic Verlag, 2024, ISBN 9783866908277
- Reisebildband Secret Citys USA, Bruckmann Verlag, München 2023, ISBN 9783734327520
- 30 Wanderungen in Deutschland, die man einmal im Leben gemacht haben muss, Droste Verlag, Düsseldorf 2019, ISBN 9783770020607
- Schottland mit dem Wohnmobil entdecken, Bruckmann Verlag, München 2016, ISBN 978-3-7343-0106-3
- Ruhrgebiet: Die 99 besonderen Seiten der Region, Mitteldeutscher Verlag 2015, ISBN 978-3-95462-552-9
- 111 Orte im Thüringer Wald die man gesehen haben muss, Emons Verlag 2015, ISBN 978-3-95451-515-8
- Panoramatouren in den Alpen, Bruckmann Verlag, München 2014, ISBN 978-3-7654-8393-6
- Wanderführer Wanderland Harz, Publicpress Verlag 2014, ISBN 978-3-89920-813-9
- Ab ins Grüne – Ausflüge im Ruhrgebiet", via Reise Verlag, Berlin 2014, ISBN 978-3-935029-81-0
- Bildband Mittelrhein. Highlights, Droste Verlag, Düsseldorf 2012, ISBN 978-3-7700-1485-9
- Die Mosel – Erlebniswanderungen zwischen Eifel und Hunsrück, Droste Verlag, Düsseldorf 2012, ISBN 978-3-7700-1470-5
- Die schönsten Routen durch Südschweden – Wohnmobil-Tourguide, Reise Know-How Verlag Rump 2011, ISBN 978-3-8317-2127-6
- Oh, dieses Polnisch, Conrad Stein Verlag 2007, ISBN 978-3-86686-911-0
- NRW: NaTour und KulTour per Rad durch den Ruhrpott, Conrad Stein Verlag 2004, ISBN 978-3-89392-533-9